# Karlfried Knapp
Karlfried Knapp (* 21. Juli 1946 in Bielefeld) ist ein deutscher Sprachwissenschaftler. Er war von 1993 bis 2011 Professor für Anglistische und Angewandte Sprachwissenschaft an der Universität Erfurt.

## Werdegang
Nach seinem Studium von 1966 bis 1971 an den Universitäten Bochum, Münster und Edinburgh und dem Staatsexamen 1971, wurde Karlfried Knapp wurde 1977 mit der Arbeit Lehrsequenzen im Fremdsprachenunterricht in den Fächern Theoretische Linguistik, Angewandte Linguistik und Soziologie an der Universität Konstanz promoviert. 1988 erhielt er das Zertifikat "Trainer in Transnational Business" des Intercultural Communication Institute, Portland, Oregon, USA. Im Jahr 1992 erfolgte die Habilitation in Englischer Philologie/Sprachwissenschaft an der Heinrich-Heine-Universität Düsseldorf mit seiner Arbeit Linguistische Aspekte interkultureller Kommunikationsfähighkeit.
Von 1975 bis 1981 war er Wissenschaftlicher Assistent beim Lehrstuhl für Ältere Anglistik an der Universität Düsseldorf, später dann an derselben Institution als Hochschulassistent für Englische Sprachwissenschaft (1981 bis 1987) und Wissenschaftlicher Angestellter (1987 bis 1991). Danach arbeitete er als Trainer am Institut für Interkulturelle Kommunikation in Aachen, das er mitbegründet hat.
1994 wurde er zum ordentlichen Professor an der Pädagogischen Hochschule, später Universität Erfurt benannt. Zuvor hatte er bereits Professurvertretungen in Wuppertal (1984), Essen (1985), Marburg (1989/90) und Tübingen (1991/92) wahrgenommen. An der Universität Erfurt leitete er 15 Jahre lang das Sprachenzentrum.
Von 2000 bis 2002 war er Vizepräsident der Gesellschaft für Angewandte Linguistik (GAL), von 2002 bis 2008 Generalsekretär der Association Internationale de Linguistique Appliquée (AILA). 2011 wurde Karlfried Knapp wurde beim 16. Weltkongress der Association Internationale de Linguistique Appliquée (AILA) in Peking zum Ehrenmitglied ernannt. 2016 hat die Gesellschaft für Angewandte Linguistik hat ihn ebenfalls zu ihrem Ehrenmitglied ernannt.

## Wissenschaftliche Schwerpunkte
- Angewandte Sprachwissenschaft
- Interkulturelle Kommunikation
- Englisch als Lingua Franca
- Spracherwerbsforschung

## Schriften (Auswahl)
- 1980: Lehrsequenzen für den Zweitsprachenerwerb, Wiesbaden: Vieweg.
- 1987: (Mitherausgeber): Analyzing Intercultural Communication, Berlin: Mouton de Gruyter.
- 1987: “English as an International Lingua Franca and the Teaching of Intercultural Communication”, in: Wolfgang Lörscher / Rainer Schulze (Hrsg.), Perspectives on Language in Performance. Studies in Linguistics, Literary Criticism, and Foreign Language Teaching to Honour Werner Hüllen on the Occasion of His Sixtieth Birthday, 1022–1039, Tübingen: Narr.
- 2001: "Artikel 71: Englisch", in: Bausch, Karl-Richard u. a. (Hrsg.) (1989), Handbuch Fremdsprachenunterricht, 3. Aufl., 529–533, Tübingen: Francke.
- 2001 (Herausgeber mit Christiane Meierkord): Aspects of Lingua Franca Communication, Frankfurt (Main): Lang.
- seit 2001: Hauptherausgeber der Zeitschrift für Angewandte Linguistik
- 2011 (Herausgeber):  Angewandte Linguistik; mit CD-ROM; Francke Verlag, Tübingen-Basel, 3. vollst. überarb. und erw. Aufl. 2011, ISBN 978-3-7720-8410-2